# Л-9
Л-9 «Кировец» — советская дизель-электрическая минно-торпедная подводная лодка времён Второй мировой войны. Третий корабль серии XI типа «Ленинец».

## История корабля
Лодка была заложена 2 июня 1934 года на Балтийском заводе № 189 в Ленинграде, заводской номер 265, в виде отдельных секций была перевезена во Владивосток, на завод № 202 (Дальзавод) где была собрана. 25 августа 1935 года спущена на воду, в феврале 1936 года включена в состав ТОФ, 29 декабря 1936 года вступила в строй. 20 февраля 1958 года исключена из состава ВМФ, впоследствии разделана на металл. В боевых походах участия не принимала. С осени 1945 года переименована в Л-19 в честь пропавшей без вести лодки. В 1949 году переименована в Б-19. 20 февраля 1959 года исключена из состава флота, впоследствии разделана на металл.